# Vervollständigung (Kommutative Algebra)
Die Vervollständigung oder Komplettierung eines Ringes oder eines Moduls ist eine Technik in der kommutativen Algebra, bei der ein Ring oder ein Modul vervollständigt wird bezüglich einer bestimmten Metrik, die meist durch ein Ideal induziert wird.  Der Begriff ist geometrisch verwandt mit der Lokalisierung eines Ringes: Beide Ringerweiterungen untersuchen die Nachbarschaft eines Punktes im Spektrum eines Ringes, wobei aber die Vervollständigung noch stärker das lokale Aussehen widerspiegelt.
Dieser Artikel beschäftigt sich mit kommutativer Algebra. Insbesondere sind alle betrachteten Ringe kommutativ und haben ein Einselement. Ringhomomorphismen bilden Einselemente auf Einselemente ab. Für weitere Details siehe Kommutative Algebra.

## Vervollständigung eines Ringes bezüglich eines Ideals
Sei {\displaystyle A} ein Ring und {\displaystyle I} ein Ideal. 
Im Ring
{\displaystyle A^{\mathbb {N} }=\prod _{n\in \mathbb {N} }A}
wird eine Folge
{\displaystyle (a_{i})_{(i\in \mathbb {N} )}=(a_{0},a_{1},\dots )}
Nullfolge genannt, wenn es für alle {\displaystyle n\in \mathbb {N} } ein {\displaystyle k\in \mathbb {N} } gibt, sodass gilt: 
{\displaystyle \forall i>k:a_{i}\in I^{n}}
{\displaystyle \mathrm {NF} } sei das Ideal aller Nullfolgen.
Eine Folge
{\displaystyle (a_{i})_{(i\in \mathbb {N} )}}
wird Cauchy-Folge genannt, wenn es für alle {\displaystyle n\in \mathbb {N} } ein {\displaystyle k\in \mathbb {N} } gibt, sodass gilt: 
{\displaystyle \forall i,j>k:(a_{i}-a_{j})\in I^{n}}
{\displaystyle \mathrm {CF} } sei der Unterring aller Cauchy-Folgen
Der Ring
{\displaystyle {\hat {A}}_{I}:=\mathrm {CF} /\mathrm {NF} }
wird als die Vervollständigung von {\displaystyle A} bezüglich {\displaystyle I} bezeichnet.
Für {\displaystyle a\in A} ist
{\displaystyle (a,a,a\dots )}
eine Cauchyfolge.
Die Abbildung
{\displaystyle f\colon A\to {\hat {A}}}
{\displaystyle f\colon a\mapsto (a,a,\dots )}
ist genau dann injektiv, falls:
{\displaystyle \bigcap _{i=0}^{\infty }I^{i}=\{0\}}
Der Ring heißt vollständig (komplett) (bezüglich {\displaystyle I}), wenn {\displaystyle f} ein Isomorphismus ist.

## Beispiele

### Formale Potenzreihen
Ist {\displaystyle A} der Polynomring {\displaystyle K[X_{1},\dots ,X_{n}]} über einem Körper und {\displaystyle I} das Ideal {\displaystyle (X_{1},\dots ,X_{n})}, so entsprechen Cauchyfolgen von Polynomen unendlichen Polynomen
{\displaystyle \sum _{i=0}^{\infty }\alpha _{i}x^{i}}
Die Vervollständigung von {\displaystyle K[X_{1},\dots ,X_{n}]} ist isomorph zu dem Ring der formalen Potenzreihen {\displaystyle K[[X_{1},\dots ,X_{n}]]}

### P-adische Zahlen
Die p-adischen Zahlen {\displaystyle \mathbb {Q} _{p}} werden als Vervollständigung von {\displaystyle \mathbb {Q} } bezüglich der {\displaystyle p}-adischen Metrik {\displaystyle d_{p}} beschrieben: Sind {\displaystyle q} und {\displaystyle r} rationale Zahlen mit
{\displaystyle q-r=\pm \ p^{i}\cdot {\dfrac {s}{t}}}
mit {\displaystyle s,t\in \mathbb {N} } und {\displaystyle i\in \mathbb {Z} }
und {\displaystyle p} teilt nicht {\displaystyle s,t},
so ist
{\displaystyle d_{p}(q-r)=p^{-i}}
Eine Folge von ganzen Zahlen ist genau dann eine Cauchy-Folge bezüglich der {\displaystyle p}-adischen Metrik, wenn sie eine Cauchy-Folge bezüglich des Ideals {\displaystyle (p)} ist. Man erhält daher eine Einbettung:
{\displaystyle f\colon {\widehat {\mathbb {Z} }}_{p}\hookrightarrow \mathbb {Q} _{p}}.
Hierbei bezeichnet die linke Seite die Vervollständigung von {\displaystyle \mathbb {Z} } bezüglich {\displaystyle (p)}. Diese Einbettung liefert sogar einen Isomorphismus {\displaystyle {\widehat {\mathbb {Z} _{p}}}\cong \mathbb {Z} _{p}} zum Ring der ganzen p-adischen Zahlen. Aufgrund des henselschen Lemmas existieren in {\displaystyle {\widehat {\mathbb {Z} }}_{p}} viele nichtrationale algebraische Zahlen, z. B. die {\displaystyle (p-1)}-ten Einheitswurzeln.

### Geometrisches Beispiel

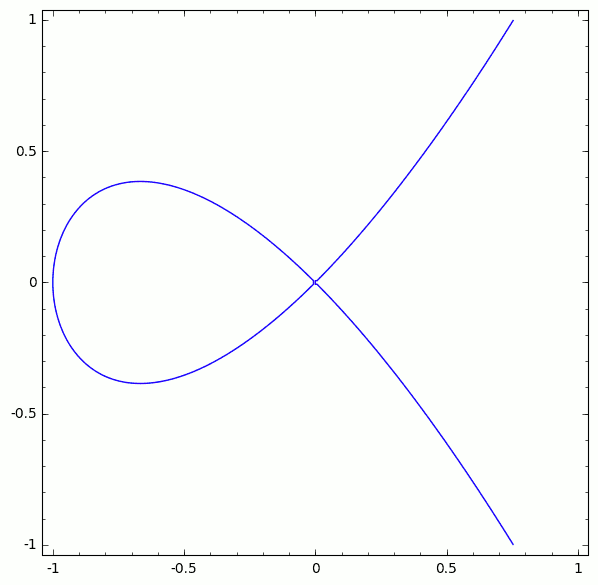
Der Newtonsche Knoten in der reellen affinen Ebene

Sei {\displaystyle X} die ebene algebraische Kurve im zweidimensionalen affinen Raum, die durch die Gleichung
{\displaystyle y^{2}=x^{2}(x+1)}
definiert wird. Im Nullpunkt schneidet sich die Kurve. Sie wird der Newtonsche Knoten genannt und sieht um den Nullpunkt (anschaulich) lokal so aus wie die Kurve {\displaystyle Y}, die durch die Gleichung:
{\displaystyle 0=xy} definiert wird.
Dieser geometrische Sachverhalt entspricht der Isomorphie:
{\displaystyle {\hat {A}}\cong {\hat {B}}}
mit 
{\displaystyle A:=K[[x,y]]/(y^{2}-x^{2}-x^{3})_{({\bar {x}},{\bar {y}})}}
und 
{\displaystyle B:=K[[x,y]]/(xy)_{({\bar {x}},{\bar {y}})}}
Die lokalen Ringe der Punkte sind nicht isomorph, wohl aber ihre Vervollständigungen bezüglich ihrer maximalen Ideale.
Der Ring auf der linken Seite der „Isomorphie-Gleichung“ ist außerdem ein Beispiel dafür, dass die Vervollständigung eines Integritätsbereiches kein Integritätsbereich sein muss.
Analytisch betrachtet ist der Newtonsche Knoten als Teilmenge der komplexen Ebene als Ganzes zwar irreduzibel, zerfällt aber lokal um die Null in zwei Zweige. Denn für {\displaystyle x<1} ist die Wurzel von {\displaystyle (x+1)} holomorph, man kann also schreiben:
{\displaystyle y^{2}-x^{2}(x+1)=(y+x{\sqrt {x+1}})(y-x{\sqrt {x+1}})=f_{1}\cdot f_{2}}
mit zwei holomorphen Funktionen {\displaystyle f_{1}} und {\displaystyle f_{2}}.

## Algebraisch-geometrische Interpretation
Die Bedeutung der Vervollständigung für die algebraische Geometrie ist, dass man im vervollständigten Ring das lokale Aussehen der Varietät studieren kann. Haben zwei Punkte {\displaystyle P\in X} und {\displaystyle Q\in Y} zweier irreduzibler Varietäten isomorphe lokale Ringe, so sind die Varietäten {\displaystyle X} und {\displaystyle Y} bereits birational äquivalent. Der lokale Ring trägt schon fast alle Informationen über die Varietät in sich, während die Komplettierung des lokalen Rings der Intuition über lokales Verhalten näher kommt.
Es gilt folgende Satz:
Sei {\displaystyle A} ein noetherscher lokaler Ring mit maximalem Ideal {\displaystyle m} und {\displaystyle {\hat {A}}} seine Vervollständigung. Dann gilt:
- {\displaystyle \mathrm {dim} (A)=\mathrm {dim} ({\hat {A}})}
- {\displaystyle A} ist genau dann regulär wenn {\displaystyle {\hat {A}}} es ist.

Cohens Struktursatz macht eine Aussage über die Vervollständigung lokaler Ringe von Varietäten:
Ist {\displaystyle A} ein regulärer lokaler Ring, der vollständig bezüglich seines maximalen Ideals ist und einen Körper enthält, dann gilt:
{\displaystyle A\cong k[[X_{1},\dots ,X_{n}]]}
wobei {\displaystyle k} der Restklassenkörper von {\displaystyle A} ist.
Reguläre Punkte auf algebraischen Varietäten gleicher Dimension haben also isomorphe Komplettierungen, ähnlich wie Punkte auf Mannigfaltigkeiten gleicher Dimensionen homöomorphe Umgebungen haben.

## Funktorielle Eigenschaften
Sind {\displaystyle A} und {\displaystyle B} Ringe und {\displaystyle I\subset A} sowie {\displaystyle J\subset B} Ideale und
{\displaystyle f\colon A\to B}
ein Ringhomomorphismus mit:
{\displaystyle f(I)\subset J}
(Ein solcher Ringhomomorphismus wird stetig genannt)
dann existiert ein Homomorphismus
{\displaystyle {\hat {f}}\colon {\hat {A}}\to {\hat {B}}}
„{\displaystyle \wedge }“ ist dadurch ein Funktor mit stetigen Abbildungen als Morphismen

## Konstruktionsalternativen und Verallgemeinerungen

### Verallgemeinerungen auf Moduln durch Filtrierungen
Eine Filtrierung eines Moduls {\displaystyle M} ist eine Folge
{\displaystyle (M_{i})_{i\in \mathbb {N} }}
sodass
{\displaystyle M=M_{0}\supset M_{1}\supset ...\supset M_{i}\supset }
Die {\displaystyle M_{i}} spielen nun in der Definition von Nullfolge und Cauchyfolge die Rolle der {\displaystyle I^{n}}. Die Definitionen lassen sich wörtlich übertragen.
Es ist
{\displaystyle {\hat {M}}=CF/NF}
und {\displaystyle M} heißt komplett (bezüglich der Filtrierung), wenn die Abbildung
{\displaystyle f\colon M\to {\hat {M}}}
ein Isomorphismus ist.

### Ringe als (pseudo)metrische Räume
Die Vervollständigung eines Ringes bezügliche eines Ideals kann als Spezialfall der Vervollständigung eines metrischen Raumes verstanden werden, wenn auf dem Ring eine geeignete Metrik definiert wird.
Ist {\displaystyle A} ein Ring und {\displaystyle I} ein Ideal, so kann diesem Ring durch das Ideal ein Abstand definiert werden durch:
{\displaystyle \mathrm {d} (x,y)=\mathrm {inf} \{2^{-i}|x-y\in I^{i}\}\ ({\text{ mit }}I^{0}:=A)}
Dies ist eine Pseudometrik, denn es gilt:
{\displaystyle \mathrm {d} (x,y)\geq 0}
{\displaystyle \mathrm {d} (x,x)=0}
{\displaystyle \mathrm {d} (x,y)=\mathrm {d} (y,x)}
{\displaystyle \mathrm {d} (x,y)\leq \mathrm {d} (x,z)+\mathrm {d} (z,y)}
Falls gilt:
{\displaystyle \bigcap _{i=0}^{\infty }I^{i}=\{0\},}
so ist die Abstandsfunktion eine Metrik, d. h., es gilt zusätzlich:
{\displaystyle \mathrm {d} (x,y)=0\Rightarrow x=y}
Bezüglich dieser (Pseudo-)Metrik stimmen die oben genannten Begriffe Cauchy-Folge, Nullfolge und Komplettierung mit denen der metrischen Räume überein.

### Vervollständigung als inverser Limes
Ein inverses System von Ringen (bzw. Moduln) ist (hier) eine Folge von Ringen (bzw. Moduln) und Homomorphismen
{\displaystyle (A_{i},f_{i})_{(i\in \mathbb {N} )}}
sodass
{\displaystyle f_{n}\colon A_{n}\to A_{n-1}}
Also:
{\displaystyle \dots {\xrightarrow {\ f_{3}\ }}A_{2}{\xrightarrow {\ f_{2}\ }}A_{1}{\xrightarrow {\ f_{1}\ }}A_{0}}
Der inverse Limes dieses inversen Systems ist:
{\displaystyle \lim _{\longleftarrow }(A_{n},f_{n})_{n\in \mathbb {N} }:={\biggl \{}(x_{n})_{n\in \mathbb {N} }\in \prod _{n\in \mathbb {N} }A_{n}{\biggl |}x_{n}\in A_{n},f_{n}(x_{n})=x_{n-1}{\biggl \}}}
Ist nun {\displaystyle I\subset A} ein Ideal und 
{\displaystyle A_{i}=A/I^{i}}
{\displaystyle A_{0}=0}
{\displaystyle f_{i+1}\colon A_{i+1}\to A_{i}}
{\displaystyle f_{i+1}\colon {\bar {x}}\mapsto {\bar {x}}} (Wobei unterschiedliche, d. h. die entsprechenden Restklassen gemeint sind.)
dann gilt folgende Isomorphie:
{\displaystyle {\hat {A}}_{I}\cong \lim _{\longleftarrow }(A_{n},f_{n})_{n\in \mathbb {N} }}